# Náboj (fyzika)
Náboj je ve fyzice jedna z veličin, které jsou spojeny se zachováním kvantových čísel, jako například elektrický náboj v elektromagnetismu nebo barevný náboj v kvantové chromodynamice. Náboje odpovídají časově invariantním generátorům grupy symetrií, konkrétně generátorům, které komutují s Hamiltoniánem. Náboje se často značí symbolem Q, takže invariance náboje odpovídá zániku komutátoru {\displaystyle [Q,H]=0}, kde H je Hamiltonián. Náboje jsou vlastní čísla q generátoru Q.

## Abstraktní definice
Abstraktně je náboj jakýkoli generátor spojité symetrie studovaného fyzikálního systému. Pokud má fyzikální systém symetrii určitého druhu, Teorém Noetherové naznačuje existenci zachovávajícího se proudu. Věc, která „teče“ je „náboj“, a náboj je generátorem (lokální) grupy symetrií. Tento náboj se někdy nazývá náboj Noetherové.
Příkladem je elektrický náboj, který je generátorem symetrie U(1) elektromagnetismu. Zachovávající se proud je zde elektrický proud.
V případě lokální, dynamické symetrie, je ke každému náboji přiřazeno kalibrační pole; pokud je kvantizované, je jeho kvantem kalibrační boson. Náboje dané teorie „vyzařují“ kalibrační pole. Tedy například kalibrační pole elektromagnetismu je elektromagnetické pole; jeho kalibrační boson je foton.
Slovo „náboj“ se často používá jako synonymum jak pro generátor symetrie, tak pro zachovávající se kvantové číslo generátoru (tj. jeho vlastní hodnotu). Pokud tedy označíme generátor velkým písmenem Q, dostáváme, že generátor komutuje s Hamiltoniánem [Q, H] = 0. Z komutativity vyplývá, že vlastní hodnoty (malá písmena) q jsou časově invariantní: {\displaystyle {\frac {dq}{dt}}=0}.
Takže když například grupa symetrií je Lieovou grupou, pak nábojové operátory odpovídají jednoduchým kořenům kořenového systému Lieovy algebry; diskrétnost kořenového systému způsobuje kvantizaci náboje. Používají se jednoduché kořeny, protože všechny ostatní kořeny lze získat jako jejich lineární kombinace. Obecné kořeny se často nazývají rostoucí nebo klesající operátory nebo žebříkové operátory.
Nábojová kvantová čísla pak odpovídají vahám modulů nejvyšší váhy dané reprezentace Lieovy algebry. Takže například, pokud částice v kvantové teorii pole podléhá symetrii, znamená to, že se transformuje podle určité reprezentace této symetrie; nábojové kvantové číslo je pak vahou reprezentace.

## Příklady
Různé teorie fyziky částic zavádějí různá nábojová kvantová čísla. Standardní model používá tyto náboje:
- Barevný náboj kvarků. Barevný náboj generuje barevnou symetrii SU(3) kvantové chromodynamiky.
- Slabý izospin elektroslabé interakce. Generuje složku SU(2) elektroslabé symetrie SU(2) × U(1). Slabý izospin je lokální symetrie, jejímiž kalibrační bosony jsou bosony W a Z.
- Elektrický náboj v elektromagnetické interakci. V matematických textech je někdy označován jako náboj {\displaystyle u_{1}} modulu Lieovy algebry.

Náboje přibližné symetrie:
- Silný izospin. Grupy symetrií jsou SU(2) symetrie vůní; kalibrační bosony jsou piony. Piony nejsou elementární částice a symetrie je pouze přibližná. Je speciálním případem symetrie vůní.
- Další náboje kvarků, jako například podivnost nebo půvab. Společně s u-d izospinem uvedeným výše generují globální symetrii typu SU(6) elementárních částic; tato symetrie je vážně narušena hmotnostmi těžkých kvarků. K nábojům dále patří hypernáboj, náboj X a slabý hypernáboj.

Hypotetické náboje různých rozšíření Standardního modelu:
- Hypotetický magnetický náboj je dalším nábojem v teorii elektromagnetismu. Magnetické náboje nebyly pozorovány experimentálně při laboratorních pokusech, ale jsou součástí některých teorií, které zavádějí magnetické monopóly.

V supersymetrii:
- supernáboj je generátor, který vzájemně zaměňuje fermiony za bosony.

V konformní teorii pole:
- Centrální náboj Virasorovy algebry, někdy označovaný jako konformní centrální náboj nebo konformní anomaly. Termín „centrální“ se používá ve smyslu centra v teorii grup: je to operátor, který komutuje se všemi jinými operátory v algebře. Centrální náboj je vlastní hodnota centrálního generátoru algebry; zde jde o tenzor energie a hybnosti z dvourozměrné konformní teorie pole.[1]

V gravitaci:
- Vlastní hodnoty tenzoru energie a hybnosti odpovídají fyzikální hmotnosti.

## Nábojová konjugace
Ve formalismu částicové teorie mohou být kvantová čísla odpovídající nábojům invertována operátorem nábojové konjugace, který se označuje písmenem C. Nábojová konjugace znamená, že daná grupa symetrií se objeví ve dvou neekvivalentních (ale stále izomorfních) reprezentacích grupy. Obvykle jsou dvě nábojově konjugované reprezentace konjugovanými funkcemi fundamentální reprezentace Lieovy grupy. Jejích součin pak tvoří adjungovanou reprezentaci grupy.
Tedy obvyklý příklad je, že součin dvou nábojově konjugovaných fundamentálních reprezentací SL(2,C) (spinorů) tvoří adjungovaný rep Lorentzovy grupy SO(3,1); abstraktně zapisujeme
{\displaystyle 2\otimes {\overline {2}}=3\oplus 1.\ }
Tj. součin dvou (Lorentzových) spinorů je (Lorentzův) vektor a (Lorentzův) skalár. Pamatujte, že komplexní Lieova algebra sl(2,C) má kompaktní reálný tvar su(2) (ve skutečnosti všechny Lieovy algebry mají jednoznačný kompaktní reálný tvar). Stejný rozklad platí také pro kompaktní tvar: součin dvou spinorů v su(2) je vektor v grupě rotací O(3) a singlet. Rozklad je daný Clebschovými-Gordanovými koeficienty.
Podobný jev se objevuje v kompaktní grupě SU(3), kde existují dvě nábojově konjugované ale neekvivalentní fundamentální reprezentace, označované {\displaystyle 3} a {\displaystyle {\overline {3}}}, kde číslo 3 udává počet rozměrů reprezentace a s kvarky transformujícími se pod {\displaystyle 3} a antikvarky transformujícími se pod {\displaystyle {\overline {3}}}. Jejich Kroneckerův součin dává
{\displaystyle 3\otimes {\overline {3}}=8\oplus 1.\ }
Tj. osmirozměrná reprezentace, osmice „osmeré cesty" a singlet. Dekompozici takovéto součinové reprezentace na přímé součty ireducibilních reprezentací lze obecně zapsat
{\displaystyle \Lambda \otimes \Lambda '=\bigoplus _{i}{\mathcal {L}}_{i}\Lambda _{i}}
pro reprezentace {\displaystyle \Lambda }. Dimenze reprezentace zachovávají „dimenzionální součtové pravidlo“:
{\displaystyle d_{\Lambda }\cdot d_{\Lambda '}=\sum _{i}{\mathcal {L}}_{i}d_{\Lambda _{i}}.}
kde {\displaystyle d_{\Lambda }} je počet rozměrů reprezentace {\displaystyle \Lambda } a celá čísla {\displaystyle {\mathcal {L}}} jsou Littlewoodovy-Richardsonovy koeficienty. Dekompozice reprezentací je opět dána Clebschovými-Gordanovými koeficienty, tentokrát pro případ obecné Lieovy algebry.